# アーヘン - カッセル線
アーヘン - カッセル線（ドイツ語: Bahnstrecke Aachen–Kassel）は、ノルトライン＝ヴェストファーレン州のアーヘンとヘッセン州のカッセルを結ぶ、ドイツ西部の重要な主要鉄道路線で、ラインラント西部、ルール地方、ヘッセン北部が主要な経由地域である。この路線ではさまざまな旅客列車と貨物列車で毎日通行している。
アーヘン - デュッセルドルフ区間はアーヘン＝デュッセルドルフ＝ルールオルト鉄道会社（Aachen-Düsseldorf-Ruhrorter Eisenbahn-Gesellschaft）により開通されて、ベルク＝マルク鉄道会社（Bergisch-Märkische Eisenbahn-Gesellcshaft）はこの路線を引き受けて完成した。

## 歴史

### デュッセルドルフ＝エルバーフェルト鉄道会社、アーヘン＝デュッセルドルフ鉄道会社、フリードリヒ＝ヴィルヘルム北部鉄道会社

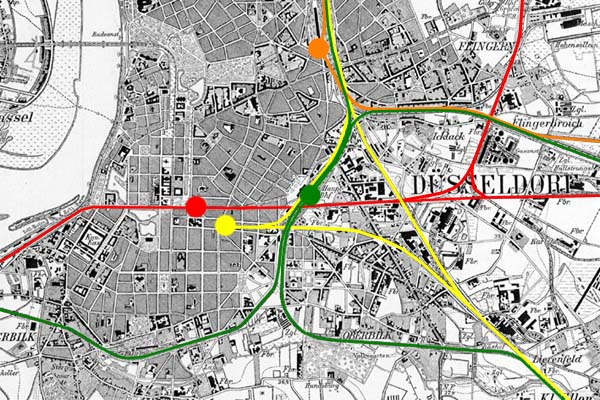
デュッセルドルフ市内の旧線（赤色の線）

1832年すでにデュッセルドルフ - エルバーフェルト区間の鉄道建設が考えられ、1835年10月にデュッセルドルフ＝エルバーフェルト鉄道会社（Düsseldorf-Elberfelder Eisenbahn-Gesellschaft, DEE）が設立された。プロイセン政府の鉄道敷設許可は1837年9月23日に与えられ、デュッセルドルフ - エアクラト区間は1838年4月に着工されて、同年10月15日に旅客運送向けで開通された。当時デュッセルドルフ駅は現在の中央駅とは違い、アードルフ伯爵広場にあった。この区間はドイツ全国で五番目に開通された、蒸汽機関車向けの鉄道区間に当たる。1841年4月10日にこの路線はフォーヴィンケルまで、同年9月3日にシュタインベクまで延長された。1841年12月1日に旅客列車運行が開始された。
ヘッセン選帝侯国の領域にはフリードリヒ＝ヴィルヘルム北部鉄道会社（Friedrich-Wilhelms-Nordbahn-Gesellschaft、EWNB）が1844年設立されて、同年カッセル - ヒュンメ区間とヒュンメ - カールスハーフェン区間の建設許可を獲得した。当初の計画は馬車鉄道の建設であったが、蒸汽機関車向けの鉄道の建設に変更された。この二つの区間はカールスハーフェンにちなんで「カール鉄道」と呼ばれて、建設は容易くなかった。カール鉄道はヘッセン選帝侯国の数度カッセルとヴェーザー川を鉄道で連結する目的で建設されて、1848年3月30日にヒュメ - グレーベンシュタイン北側境界臨時駅区間はヒュメ - カールスハーフェン区間とともに最初に開通された。この路線は同年4月3日にグレーベンシュタインの旧駅まで延長された。グレーベンシュタインの区間では高い盛り土と多い橋梁の建設は必要であった。当時にダイナマイトなど装備や工法が発達しなかったので、鉄道会社にとって経済的な費用問題が発生した。グラーベンシュタイン外郭では急カーブ区間が建設されて、その側に停車場が設置された。1848年11月8日にカールス鉄道はカッセルまで延長された。ヘッセン選帝侯国とプロイセン王国との協定で鉄道建設は続いて、1849年3月6日にハウエダ境界駅が建設された。ディーメル川の鉄道橋改築が必要であったので、建設が遅延され、プロイセン商工省が資金を支援した。1851年3月28日にヴァルブルク - ヒュメ区間が開通されて、カール鉄道はこの路線の分岐線となった。1868年にヴァルブルク - カッセル区間はBMEにより引き受けられた。
アーヘン - デュッセルドルフ区間の場合、鉄道建設の計画は、1846年8月21日にプロイセン政府からアーヘン - ノイス区間およびノイス - デュッセルドルフ・オーバーカッセル区間を建設するための敷設許可を受けた、アーヘン＝ノイス＝デュッセルドルフ鉄道会社（Aachen-Neuß-Düsseldorfer Eisenbahn-Gesellschaft）によって実施された。この会社は、ルールオルト＝クレーフェルト＝グラートバッハ郡鉄道会社（Ruhrort-Crefeld-Kreis Gladbacher Eisenbahn-Gesellschaft）のように、建設中に財政難に陥ったので、二つの会社は1850年にプロイセン王室の要請によってアーヘン＝デュッセルドルフ＝ルールオルト管理局の指揮下にいたが、株式会社の形態で存続した。1852年8月12日にまずはグラートバッハ - ライト区間が開業された。1853年1月17日にこの路線はアーヘンまで延長されて、同じ日にグラートバッハ - ノイス区間およびノイズ - オーバーカッセル区間も開通された。
アーヘン＝デュッセルドルフ＝ルールオルト鉄道は1854年までアーヘン - オーバカッセル区間の唯一な運営会社であり、1865年12月31日までこの路線を絶えずに運営した。1866年1月1日よりプロイセン王国が過半を所有したベルク＝マルク鉄道会社（Bergisch-Märkische Eisenbahn-Gesellschaft, BME）が、アーヘン＝デュッセルドルフ＝ルールオルト鉄道会社のすべての路線を引き受けることとなって、既存の会社は解散した。エシュヴァイラー、ユーリヒ、ホットルフ（リンニッヒ近郊）を経由するもう一つの経路は検討されなかった。

### ベルク＝マルク鉄道会社と国有化
ベルク＝マルク鉄道会社は1843年10月18日に設立されて、1844年7月12日付きにエルバーフェルトからドルトムントまでの間に関する鉄道敷設免許を与えられた。1847年10月9日にエルバーフェルト - シュヴェルム区間が開通されて、1848年12月29日に貨物列車の運行はシュヴェルム - ハーゲン区間はハーゲン - ドルトムント区間とともに実現された。1849年3月9日に旅客運送が全区間で開始された。1860年末までエルバーフェルト - シュヴェルム区間およびミルスペ - ハーゲン区間は複線化された。
1856年に上ザウアーラントを貫通する鉄道の建設委員会が五つの郡と二つの都市の代表者で結成された。ヴェアル市長はヴェアル分岐の路線を提案したものの、アルンスベルク郡長はハーゲン分岐の路線を選択した。1866年6月30日にBMEの株主総会で「上ルール谷鉄道」の建設が議決されて、同年10月1日に建設免許が与えられた。1865年までBMEはデュッセルドルフ - ヴッパータール区間に二番目の線路工事を完了した。1868年4月にハム鉄道橋が着工されて、1870年7月24日にその落成式が行われた。それでノイス - デュッセルドルフ区間が新たに開業され、東西の鉄道連結が実現された。一方1859年3月ハーゲン - レトマテ区間が開通された後に、ヘングシュタイ - ホルツヴィッケーデ区間は1867年4月1日にシュヴェルテ駅の経由で開通された。1870年6月1日にシュヴェルテ - アルンスベルク区間がまず開通されて、1871年12月18日にメシェーデまで、1872年6月1日にヌットラーまで延長された。1873年1月6日にこの路線はヌットラー - ヴァルブルク区間の開通で既存のヴァルブルク - カッセル区間と連結された。
1872年8月28日にグレーベンシュタイン駅で急行列車が急な曲線区間で脱線し、炭水車がエッセ川へ墜落する事故が発生した。この事故で火夫が死亡して、その事故はグラーベンシュタイン区間の移設工事を実行する動機となった。移設工事は1875年に終了して、新しい駅は現在のところに移転された。
1882年BMEの国有化のため、プロイセン王立鉄道はこの路線の所有権および運営権を引き受けた。1891年10月1日にデュッセルドルフ駅が現在の位置で開業されて、線路はケルン - ミンデン線と合流させる目的で移設された。
この路線の始点はもともとアーヘン・マルシェルトール駅であった。この駅の位置は、DBレギオのアーヘン車両基地がある、行進門（Maschiertor）の高台である。1910年にテンプルベンド駅が撤去され、アーヘン西駅に置き換えられたので、一部がアーヘンで移設された。1911年まで地域輸送向けの線路がウンターバルメン - オーバーバルメン区間に設置された。1913年4月10日に緩行線の工事はエルバーフェルト - フォーラム区間で完了して、その二年後エルバーフェルト - フォーラム区間の緩行線が開通された。

### ドイツ国営鉄道
開通100周年の時に銘板と浮き彫りがヴッパータール管理局と地域協会のデュッセルドルフ・ヨンゲス団体（Heimatverein Düssekdorfer Jonges）の主導で設置された。
第二次世界大戦中にはハーゲン - ヴァルブルク区間が東部地域とルール地域の貨物輸送によく活用されて、特に低空飛行を避けることが利点であった。1945年2月からアルンスベルク高架橋が連合軍攻撃の標的となって、同年3月19日に構造物がグランドスラム、トールボーイなどの大型爆弾で破壊された。他の鉄道橋や主要駅舎も激しく攻撃された。終戦後東西の鉄道が断絶されて、上ルール谷鉄道の交通量が減少した。

### ドイツ連邦鉄道
1966年にアーヘンですでに電気車両がベルギー方面から到達した後に、電気運転は1968年5月22日にアーヘン西駅 - モェンヒェングラートバッハ区間でも実現された。1968年までブレデーラ - マルスブルク区間とシェルフェーデ - ヴァルブルク区間が単線区間となった。1970年12月11日に架空電車線がヴァルブルク - カッセル区間に設備された。
1984年よりブリロン・ヴァルト - ヴァルブルク区間で、二番目の線路が完全に撤去されている。1988年5月29日にS8系統が導入された。

### ドイツ鉄道
2001年6月10日に地域電車（RegioTram）路線がヴァルブルク - カッセル区間に導入されて、まずはザールバーンの車両が投入された。2007年にユーバッハ＝パレンベルクとライト中央駅の間の制御器はグレーヴェンブローホ電子式信号扱い所により連動することとなった。2006年と2007年に改修工事が行われた際には新しい複合信号システム（Ks-Signal）が設備され、最後の腕木式信号機はリンデルン駅区内およびヘアラト - ライト閉塞区間で撤去された。リンデルン駅は2007年に停車地に変換されたが、リンデルン - ハインスベルク線が地元の旅客輸送向けに再開されたので、2013年秋に普通駅に戻された。アーヘン中央駅でも新しい電子式信号扱い所が2007年まで建設されたので、古い色灯式信号機（Lichtsignal）は複合信号システムがに取って代わった。
ノルトライン＝ヴェストファーレン州の「現代化キャンペーンII（Modernisierungsoffensive 2）」計画によりシュヴェルテ - トロピカーナ区間の全ての乗降場が2017年まで交通弱者向けに、高さ76 cmで改築された。2019年11月11日にアーヘンの中央駅と西駅の間は混雑した鉄道区間として宣言された。

## 沿線概況

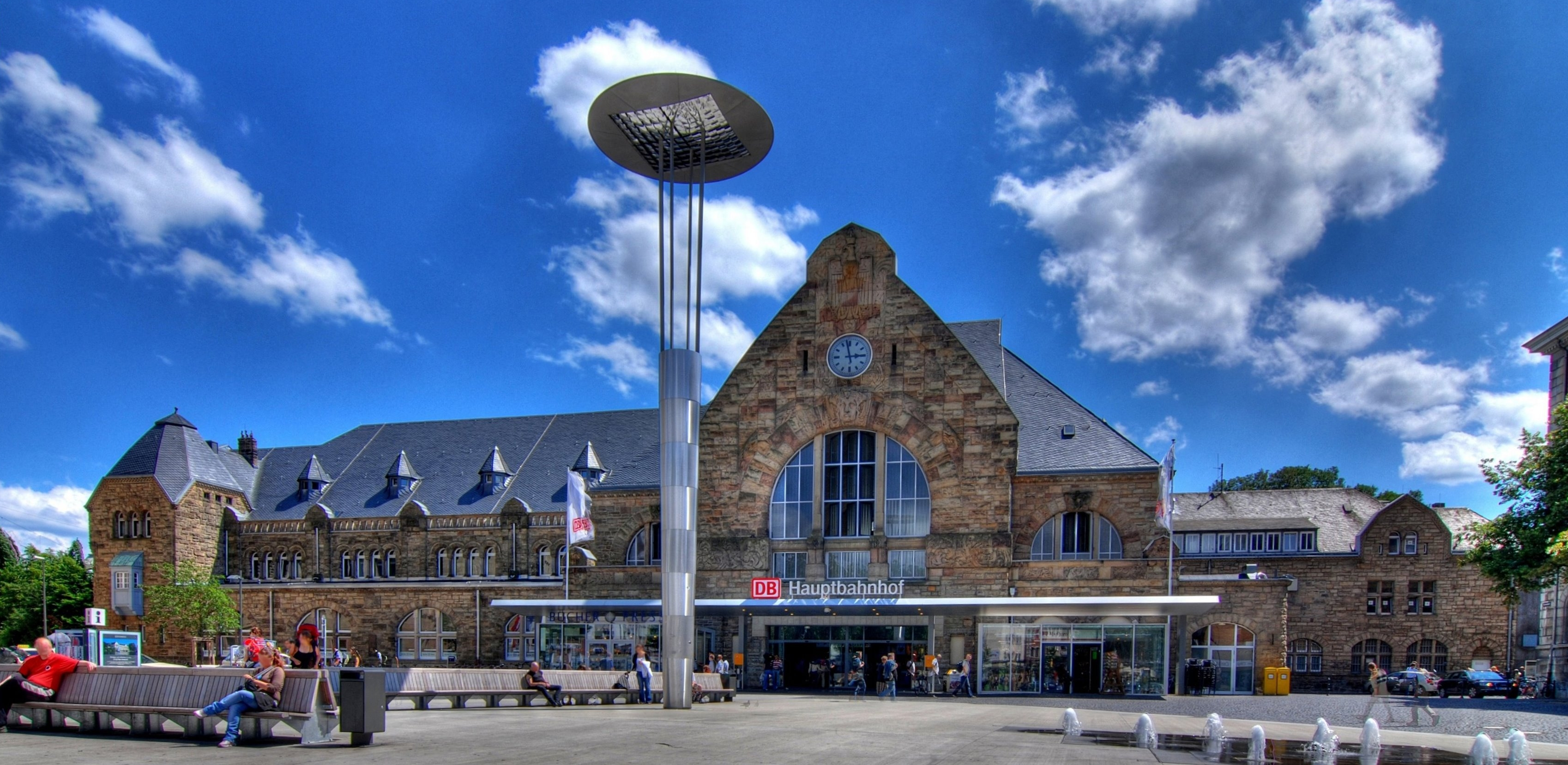
アーヘン中央駅

列車はベルギーおよびケルン方面列車の共通の終着駅であるアーヘン中央駅で出発してシャンツ駅を通過して、アーヘン西駅へ向かう。その駅から貨物輸送専用のモンゼンルートがベルギー方面に分岐する。この路線がアーヘン西部の高い盛り土を通してリヒテリッヒ旧駅へ続く。そこでアーヘン - マーストリヒト線が分岐した。列車は続いてコールシャイト駅に向かい、14パーミルのコールシャイト斜面の上に走行する。過去には列車がこの坂を登るために重連運転で走行した。コールシャイト駅で、ほぼ完全に解体されたシュトルベルク - コールシャイト鉄道が分岐した。ヘルツォーゲンラト駅では、シュトルベルク - ヘルツォーゲンラト線およびシッタルト - ヘルツォーゲンラト線が分岐する。さらにサンゴバンのガラス工場の連絡線もある。列車はオランダ国境を部分的に形成するヴルム川を沿って走行する。かつてガイレンキルヒェン駅はテューデルンとアルスドルフ方面のガイレンキルヒェン地域鉄道路線との乗り換え駅として機能した。ハインスベルク鉄道はリンデルン駅の寸前にこの路線と合流する。列車はその駅から北東側に高い盛り土を通して、コンクリート鉄道橋でマース川支流のルール川を渡る。バール駅では1980年まで下部の旧ユリッヒ - ダルハイム線が、上部のこの路線と交差した。旧クレフェルト - ライト線と現在のメンヒェングラートバッハ貨物線はライト貨物駅で分岐する。貨物列車は貨物線を経由して多い通行量のライト - メンヒェングラートバッハ区間を迂回する。ダールハイム方面の「鉄のライン鉄道（Eiserne Rhein）」はライト貨物駅の前から中央駅までこの路線と平行に伸びる。またケルン - ライト線はこの路線と合流して中央駅に至る。ライトの二つの鉄道路線が合流して、この路線の通行量はメンヒェングラートバッハ中央駅まで多くなっている。
メンヒェングラートバッハ - デュースブルク線は北のほうに分岐して、列車は続いてノイスを経由してデュッセルドルフに向かう。ノイス - デュッセルドルフ区間にSバーン緩行線はこの路線と複々線で並行して、デュッセルドルフ中央駅の寸前にケルン - デュースブルク線がこの路線と合流する。
列車がハーゲン駅から出発し貨物駅を通過すると、ハーゲン - ドルトムント線とルール＝ジーク鉄道が次々に分岐する。シュヴェルテ駅にはウナ方面の支線が分岐して、この路線はその駅からヴァルブルクまで非電化区間である。アルダイ線から連絡線がシュヴェルテ東分岐点でこの路線と分岐して、RE 57列車がその連絡線経由でこの路線に進入する。ハーゲン - ヴァルブルク区間はベストヴィヒまで曲線の多くて相対的に平坦である。ベストヴィヒ駅の工場では車両が停泊し、燃料が供給される。そこからブリロン・ヴァルト駅まで勾配が約1.4％の傾斜度で伸びている。列車はエレリングハウゼントンネルおよびライン川とヴェーザー川の分水嶺の下を通過して、ブリロン・ヴァルト駅に至る。その駅ではウプラント鉄道とアルメ谷鉄道がそれぞれ分岐する。この路線は続いてホッペケ川と平行に伸びて、列車はマルスベルク駅の前からディーメール川流域で走行する。ブリロン・ヴァルト - ヴァルブルク区間は単線区間で三つの中間駅で列車交換が可能である。アルテンベーケン - ヴァルブルク線がこの路線と合流すると、列車はヴァルブルク駅に到着する。

## 運行形態

### 旅客輸送
1991年から2001年までの間にインターレギオ列車が東ドイツの方面に走行した。2009年12月13日よりIC列車は、廃止されたインターレジオ列車の置き換えとして、ベルリン方面に走行していた。2020年12月より以下のICE系統は同じ関係で運用されている。
ICE : アーヘン - ヘルツォーゲンラト - ガイレンキルヒェン - エルケーレンツ - ライト - メンヒェングラートバッハ - ドルトムント - ベルリン。一日一往復。 
地域交通では次のような列車がある。ヘラスホールトは、アーヘン運輸連合（Aachener Verkehrsverbund, AVV）とラインルール運輸連合（Verkehrsverbund Rhein-Ruhr, VRR）の間の運賃区域の境界駅に当たる。
- 快速列車（RE 4, ヴッパー急行）: アーヘン - ヘルツォーゲンラト - ユーバッハ＝パーレンベルク - ガイレンキルヒェン - リンデルン - バール - エルケーレンツ - ライト - メンヒェングラートバッハ - ノイス - デュッセルドルフ - ヴッパータール - オーバーヴァルメン - シューヴェルン - エネーペータール - ハーゲン - ドルトムント。60分間隔。ナショナル・エクスプレス所属。
- 快速列車（RE 7）: クレーフェルト - ノイス - ケルン - ゾリンゲン - ヴッパータール - オーバーヴァルメン - シューヴェルン - エネーペータール - ハーゲン - シュヴェルテ - ハム - ミュンスター - ライネ。60分間隔。ナショナル・エクスプレス所属。使用車両はタレント2。
- 快速列車（RE 13）: ヴェンロー - フィアーゼン - メンヒェングラートバッハ - ノイス - デュッセルドルフ - ヴッパータール - オーバーヴァルメン - シューヴェルン - エネーペータール - ハーゲン - シュヴェルテ - ホルツヴィッケーデ - ウナ - ハム。60分間隔。ナショナル・エクスプレス所属。
- 快速列車（RE 17）: ハーゲン - シュヴェルテ - フロェンデンベルク - ベストヴィヒ - ブリロン・ヴァルト - マルスベルク - ヴェストハイム - シェルフェーデ - ヴァルブルク - カッセル・ヴィルヘルムスホェーエ。60分間隔。使用車両は633形気動車。
- 快速列車（RE 57）: ドルトムント - フロェンデンベルク - ヴィッケーデ - ネーハイム＝ヒュステン - アルンスベルク - オェヴェントロプ - フライエノール - メシェーデ - ベストヴィヒ - オルスベルク - ブリロン・ヴァルト - ブリロン市駅。60分間隔。使用車両は648形気動車。
- 普通列車（RB 33）: アーヘン - アーヘン西駅 - コールシャイト - ヘルツォーゲンラト - ユーバッハ＝パーレンベルク - ガイレンキルヒェン - リンデルン - エッセン/ハインスベルク。60分間隔。使用車両は1440形電車。
- 普通列車（RB 48）: ボン - ブリュール - ケルン - ゾリンゲン - フォーヴィンケル - ヴッパータール。30分間隔。ナショナル・エクスプレス所属。使用車両はタレント2。
- Sバーン（S8）: メンヒェングラートバッハ - コルシェンブロイヒ - クラインブロイヒ - ビュットゲン - ノイス - ライン公園センター - ビルク - デュッセルドルフ - ゲアレスハイム - ホッホダール - オプグルーテン - フォーヴィンケル - ヴッパータール動物園 - ヴッパータール - オーバーヴァルメン - シューヴェルン - ハーゲン。60分間隔。使用車両は1440形電車。
- Sバーン（）: ベルク・グラートバッハ - 見本市・ドイツ - ケルン - コルヴァイラー - ドルマーゲン - ノイス - ライン公園センター - ビルク - デュッセルドルフ - デュッセルドルフ空港。60分間隔。使用車両は423形電車。
- カッセル地域電車（RT1）: ヒュメ - ホーフガウスマー - グレーベンシュタイン - イメンハウゼン - モェンヒェンホーフ - オーバーフェルマー - ハーレスハウゼン - カッセル中央駅 - 市役所 - ホラント街。30分間隔。

メンヒェングラートバッハとライトの間の区間には一つの快速列車系統（RE 8）および二つの普通列車系統（RB 27, RB 34）が運営されている。

### 貨物輸送
アーヘン - モェンヒェングラートバッハ区間は現在貨物輸送の場合にアントワープ - ライト線の代わりに使用されている。ベルギーからルール地方へ通行する列車はアーヘン - トンゲレン線およびアーヘン西駅を経てライト貨物駅まで走行する。
アーヘン西部 - メンヒェングラートバッハ区間よりアーヘン西部とアーヘン中心部を直接通る間短い区間で、貨物列車はより頻繁に通行している。この理由は、アーヘン中央駅で旅客列車が緊密に通行しロンハイト勾配が地形的に不利だということである。それでベルギー北部方面の貨物列車のほとんどはモンゼンルートを使用して通行する。しかしアーヘン無煙炭鉱山の閉鎖とモラCプログラムなどにより、アーヘン近郊の地域貨物輸送比重は低くなった。
ハーゲン - ヴァルブルク区間の貨物輸送は第二次世界大戦が終わるまで繁盛したが、終戦後に交通量の減少で地域貨物列車のみが走行した。2007年に木材輸送がブランデンブルク州方面に開始されて、DBシェンカーが木材輸送を中止した後に、他の私設鉄道会社が担当している。DBカーゴは石灰輸送列車をホェネタールからこの路線を経由させることで運用している。